# 食虫植物

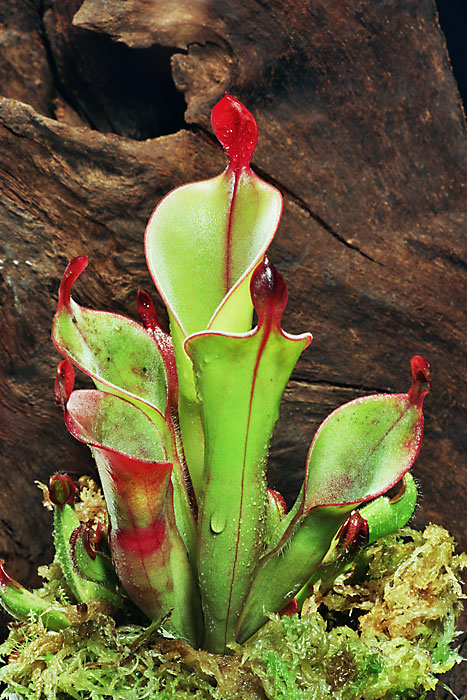
驰曼塔山太阳瓶子草（Heliamphora chimantensis）

食肉植物（carnivorous plants），也叫做食蟲植物（insectivorous plants），指能够诱捕昆蟲或其他小動物，并能够分泌消化液将其消化以補充自身養分的植物。其典型的代表如猪籠草和捕蠅草等。根據品種不同，有些食蟲器官較大者甚至可捕食小型蛙類、蜥蜴和鸟。1875年，查尔斯·达尔文發表了《食蟲植物》，這是第一部認識到植物食肉性意義的著作。
食蟲植物遍布溫带和熱带地區的大陸和島嶼，大部分的食蟲植物生長在陽光照射充足的溼地，那里的土壤一般十分贫瘠，往往缺乏可供这些植物直接利用的氮或磷。研究表明，嚴格意義上的食蟲植物在樹个不同目的被子植物中獨立進化了至少 12 次，並演化出了十几个屬。目前發現並確定具有食蟲性的植物已有600種以上，新的食蟲植物類群甚至仍在發现或確認。

## 界定
一种植物想要成为严格意义上的食虫植物通常需要具有以下特征：
1. 使用陷阱捕獲猎物
2. 殺死所捕獲的猎物
3. 消化捕獲的猎物，通常需要自主分泌消化酶
4. 從猎物的屍體中吸收營養
5. 利用这些营养物质来生长和发育

當然，這個標準並不適用於所有植物，例如毛西番連滿足上述五條特徵中的每一條，但是它並不依賴於這些養分，在肥沃的土地上照樣生長得很好，再加上它捕蟲的目的更傾向於保護果實，一般不被視為食蟲植物。

### 原始食虫植物/捕虫植物
一种或一类植物要被确认为真正的食虫植物，就必须表现出某些适应性特征专门用于吸引、捕获或消化猎物。通常情况下，一类植物只演化出了一种性状来食虫，因此许多食虫植物属缺乏上述一些属性。第二个要求是能够从死亡猎物中吸收营养，并通过增加生长或花粉/种子的产量，从猎物的营养当中获取养分并产生优势 。然而，那些可能会机会性地利用死去动物的营养物质而不专门引诱和捕获动物的植物被排除在食虫植物之外。此外还要将食虫性的杀虫与防御性的杀虫区分开来，出于防御目的而杀虫的植物可能会杀死昆虫或使昆虫丧失能力，但它们当中的绝大多数都无法做到消化和吸收这些被杀死的昆虫——就算有，它们往往也很难利用这些养分产生竞争优势。

## 捕虫机制

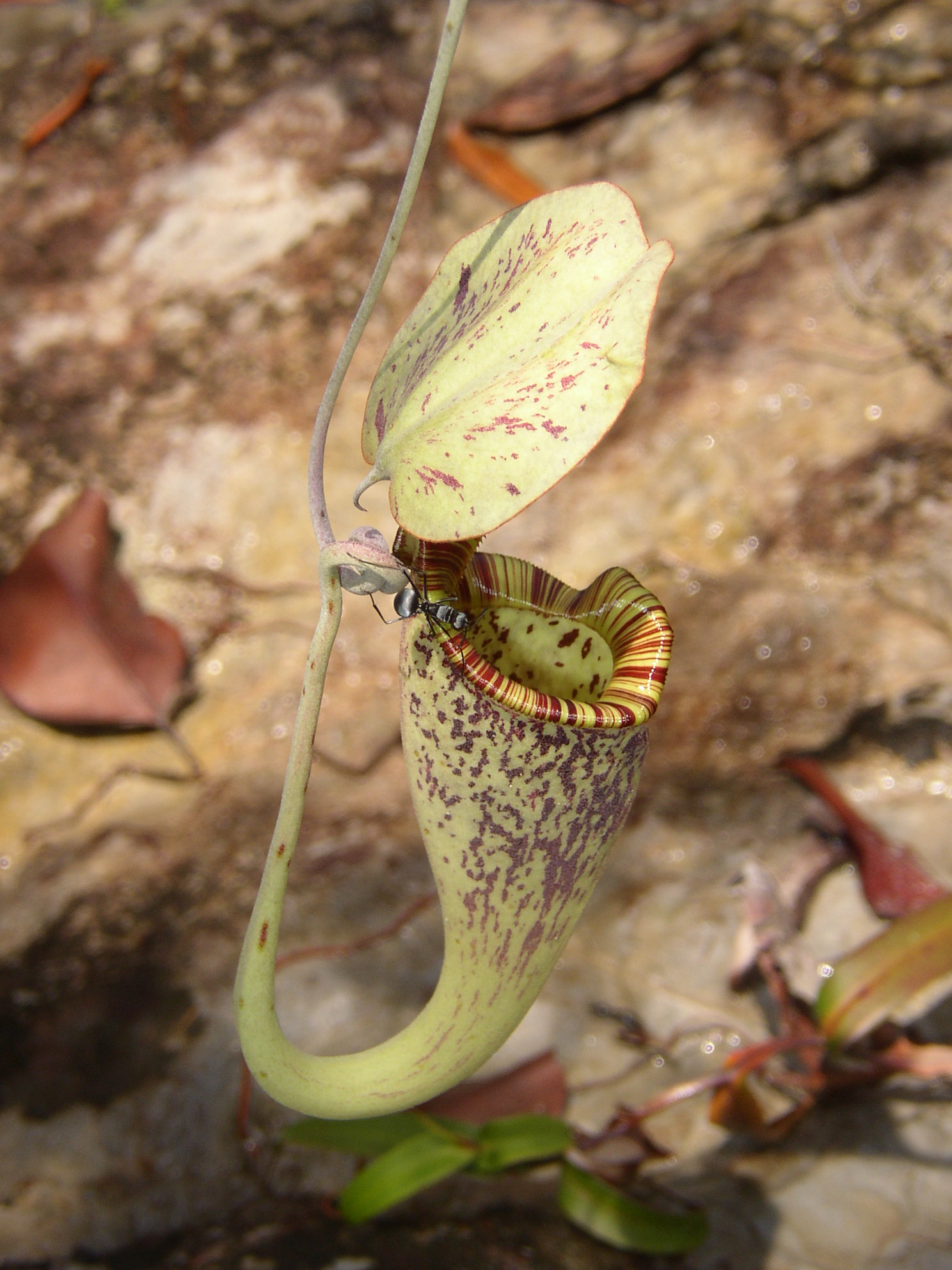
一只蚂蚁正在莱佛士猪笼草的捕虫笼边缘徘徊，稍有不慎便会跌落其中。

目前已在食虫植物当中发现了五种基本的捕虫机制：
1. 陷阱型：又称陷落型，这类食虫植物具有储水功能筒状或瓶状结构，能储存消化液，通常是叶片及其衍生物，猎物在这些瓶状结构的边缘徘徊时往往会不慎跌落其中后被淹死，并被消化吸收，这些植物的捕虫器有时还具有十分光滑的部分来辅助猎物被捕获。具体包括了布罗基凤梨属、贝尔特罗嘉宝凤梨、整个瓶子草科（鹦鹉瓶子草除外）、猪笼草属、土瓶草属。许多具有飞行能力的昆虫也会被这种陷阱捕获，由于捕虫器内光滑导致其站不稳脚，再加上消化液打湿翅膀，这些昆虫很难依靠自己的飞行能力逃走。
2. 黏附型：具有能分泌出黏液的腺毛，能像粘蝇纸一样抓住昆虫，包括茅膏菜属、腺毛草属、捕虫堇属、西美黏菖蒲、穗叶藤属、露叶毛毡苔、葬虫花属，有时捕蝇幌属也会被视作是一类食虫植物，部分消化液黏度极高的猪笼草有时也具备此项机制。
3. 闭合型：在接收到连续的振动信号后快速闭合的贝壳状捕虫叶，包括捕蝇草和貉藻，一些叶子较小且呈圆形的小型茅膏菜有时也具有这种机制。
4. 吸附型：该类型的捕虫器较为依赖水，平时捕虫器处于负压状态，在接收到信号时能迅速打开捕虫器，利用水进入捕虫器产生的力将猎物吸入，整个过程只有1/30秒左右，绝大多数狸藻属植物都属于此类。[9]
5. 迷宫型：利用倒刺般的毛迫使猎物向消化器官移动，代表类群有螺旋狸藻属，此外还有鹦鹉瓶子草，而一些瓶子草科植物（如眼镜蛇瓶子草）、猪笼草属植物（如马兜铃猪笼草）和狸藻属植物（如多裂狸藻）也表现出特化为该类型捕虫器的倾向。[9]

这些陷阱可能是主动的，也可能是被动的，具体取决于运动是否有助于捕获猎物。例如，穗叶藤是一种被动型的黏附陷阱，它的腺毛可以分泌粘液，但其叶子不会因捕获猎物而运动。而茅膏菜是一类主动型的黏附陷阱，在捕捉到猎物时，其叶片在一系列信号的介导下会经历快速的酸生长，这是单个细胞的伸长，而不是细胞分裂。快速的酸生长使茅膏菜的触手发生酸弯曲，这有助于防止猎物逃跑和增加消化面积。
绝大多数食虫植物都只有一种捕虫机制，但也存在部分食虫植物存在复合型陷阱，最典型的就是无刺猪笼草等猪笼草不仅可以依靠陷落型的捕虫笼来捕获昆虫，还可以依靠其中高粘度的消化液来粘住昆虫。
除了上述五种基本捕虫机制以外，许多食虫植物往往还伴随有一些辅助捕虫机制，能减少它们在捕虫过程中的失误，例如：猪笼草的笼唇往往十分光滑，这会让许多昆虫站不住脚而跌落其中；黄瓶子草分泌的蜜露中含有毒芹碱等有毒物质，能将取食其蜜露的昆虫麻痹甚至毒死，以捕获一些飞行能力很强的昆虫；茅膏菜的叶片在捕捉到猎物时会发生迅速的酸弯曲等。

## 藥用
臺拉維夫大學研究人員於2009年發表的一項研究表明，食肉植物產生的分泌物含有具有抗真菌特性的化合物，並可能導致開發出一類有效抵抗感染的藥物。
在中医上，猪笼草属的植物（主要是奇异猪笼草）、茅膏菜属的锦地罗、光萼茅膏菜等植物可供药用，一般的茅膏菜通常全草入药，而具有球根的茅膏菜种类有时仅球根入药，俗称地下明珠，有些市售的药用茅膏菜球根甚至还具备发芽能力。

## 種植
食蟲植物大多生長在貧瘠且酸性的土壤，他們大多需要充足的光源。土壤須保持潮濕，園藝上常使用的土壤有泥炭土，鹿沼土，赤玉土，珍珠石，蘭石，水苔等等（請勿使用有含肥料的土，例如：營養土）
食蟲植物對施肥非常敏感，栽培食蟲植物的時候不可施肥。

### 引用
1. ↑  鄞志修. . 食蟲植物的定義.   [2008-03-31]. （原始内容存档于2020-05-24）.
2. ↑  Kauffmann, Michael. . Backcountry Press. 9 August 2021  [11 March 2022]. （原始内容存档于2023-12-05）.
3. ↑  Callaway, Ewen. . Nature. 6 February 2017, 542 (7640). ISSN 0028-0836. S2CID 78872433. doi:10.1038/nature.2017.21425 . eISSN 1476-4687 （英语）. 'We're really looking at a classic case of convergent evolution,' says Victor Albert, a plant-genome scientist....
4. ↑  . Nature. 6 February 2017, 542 (7640): 138. Bibcode:2017Natur.542R.138.. ISSN 0028-0836. PMID 28179680. S2CID 47134958. doi:10.1038/542138b . eISSN 1476-4687 （英语）.
5. ↑  Lin, Qianshi; Ané, Cécile; Givnish, Thomas J.; Graham, Sean W. . Proceedings of the National Academy of Sciences. 9 August 2021, 118 (33). Bibcode:2021PNAS..11822724L. ISSN 0027-8424. PMC 8379919 . PMID 34373325. doi:10.1073/pnas.2022724118 .
6. ↑  Barry A.Rice. . TIMBER PRESS. 2006. ISBN 9780881928075.
7. ↑  Ellison, Aaron; Adamec, Lubomir. .  First. Oxford University Press. 2018: 3–4. ISBN 9780198833727.
8. ↑  Ravee, Rishiesvari; Mohd Salleh, Faris ‘Imadi; Goh, Hoe-Han. . PeerJ. 2018-06-05, 6: e4914  [2025-04-07]. ISSN 2167-8359. PMC 5993016 . PMID 29888132. doi:10.7717/peerj.4914 （英语）.
9. 1 2  . www.sarracenia.com.   [2024-03-04]. （原始内容存档于2024-03-04）.
10. ↑  Williams SE.  (PDF). 4th International Carnivorous Plant Conference. Tokyo, Japan: Hiroshima University: 77–81. 2002  [2024-03-04]. （原始内容 (PDF)存档于2011-07-25）.
11. ↑  Eilenberg, Haviva; Pnini-Cohen, Smadar; Rahamim, Yocheved; Sionov, Edward; Segal, Esther; Carmeli, Shmuel; Zilberstein, Aviah. . Journal of Experimental Botany. 2010-03-01, 61 (3): 911–922  [2021-01-17]. ISSN 0022-0957. doi:10.1093/jxb/erp359. （原始内容存档于2021-04-23） （英语）. （页面存档备份，存于）
12. ↑  . [Israel 21c Innovation News Service]. April 11, 2010  [2010-04-13]. （原始内容存档于2021-04-23）.
13. ↑  李时珍. .

### 進一步閱讀
- Slack A. . Sherborne UK: Alphabooks. 1986. ISBN 0-906670-42-X.
- Juniper BE, Robins RJ, Joel DM. . Academic Press, San Diego. 1989.
- Miller TS. . Journal of the Fantastic in the Arts 23.3. 2012.

## 外部連結
- Carnivorous Plant Database （页面存档备份，存于） provides an up-to-date, searchable database of all the published species of carnivorous plants.
- Carnivorous Plant FAQ （页面存档备份，存于） at Sarracenia.com
- List of films and TV shows that feature carnivorous plants-most of them fictional （页面存档备份，存于）
- Botanical Society of America - Carnivorous Plants Online （页面存档备份，存于）
- Inner World of Carnivorous Plants from the John Innes Centre （页面存档备份，存于）
- Ellison, A.M. 2006.  (PDF).   [2019-02-21]. （原始内容存档 (PDF)于2007-02-21）. （页面存档备份，存于） (334 KB) Plant Biol. 8: 740–747.
- Time Lapse Videos of Carnivorous Plants National Geographic

- （中文） 食蟲植物版 - 蟲草螳
- （中文） 食蟲植物版 - 塔內植物園
- （中文） 食蟲植物 【Carnivorous Plant】 - 香港園藝館 （页面存档备份，存于）
- （繁體中文） 食蟲植物記 （页面存档备份，存于）
- （繁體中文） 無盡的蝕毒 （页面存档备份，存于），為「食蟲植物記」站長的網誌
- （繁體中文） 鴨子王的Blog
- （英文） International Carnivorous Plant Society （页面存档备份，存于）